# 白田山秀敏
白田山 秀敏（しらたやま ひでとし、1943年12月15日 - ）は、熊本県八代郡鏡町（※現役当時、現・同県八代市）出身で高砂部屋に所属した大相撲力士。本名は白田 秀敏（しらた ひでとし）。現役時代の体格は187cm、105kg。最高位は東前頭4枚目（1971年5月場所）。得意手は左四つ、出し投げ、外掛け。
現役引退後は、年寄・谷川として後進の指導に努め、停年（定年）まで日本相撲協会に在籍した。

## 来歴・人物
地元・鏡町の中学校を卒業後、進学した八代第一高校（現・秀岳館高校）を僅か3ヵ月で中退して上京し、高砂部屋に入門。1959年7月場所に於いて、15歳で初土俵を踏んだ。新弟子時代は17貫（約64㎏）の小さい体であり、2場所前に初土俵を踏んだ朝嵐に目をかけられて精進した。
その後、1968年1月場所で十両に昇進。軽量のため十両で苦労し、新十両から3年以上かかって、1971年3月場所で漸く入幕を果たした。
本来は左四つであり差し身の良さを生かした左差しやもろ差しが得意であった一方で、軽量の体格を生かした土俵上を動き回る相撲や素早い左右への変化が得意だった。しかし幕内上位ではその取り口はなかなか通じず、三役には昇進することができなかった。
1975年7月場所を最後に幕内から遠ざかり、以降はずっと十両で取り続けた。1976年には、暴力団組長と懇談中口論に発展した末に組員が天井に発砲した件で同席していた陸奥嵐と共に、3ヵ月間の減給1割などの処分を受けている。
西十両11枚目の地位で大敗した1977年5月場所を以って、33歳で現役を引退。序ノ口に付いてから引退するまでの17年8ヵ月間で、「1202番連続出場」を記録した。これは序ノ口以来、番付上の最終場所の千秋楽まで無休という連続出場では、当時大相撲史上1位の記録であった（2014年11月現在の記録は、豊ノ海真二（最高位・前頭筆頭）の1316番連続出場）。
引退後は、年寄・谷川を襲名。暫くは高砂部屋付きの親方として後輩達を指導していたが、先代の谷川親方（元十両・八幡野）に倣って谷川部屋を興すことを師匠（元横綱・朝潮）に反対されたため、同じ高砂一門である九重部屋に移った。同部屋への移籍は、現役時代から九重親方（元横綱・北の富士）と「手の合う」（＝仲の良い）仲だったことが影響している。
九重部屋では、千代の富士や保志（後の横綱・北勝海）ら、数多くの力士達の指導に努めた。
その後、1993年10月より九重の弟子・北勝海が引退後に興した八角部屋へ移り、2008年12月14日付で停年退職するまで在籍した。

## エピソード
- 1972年7月場所3日目に行われた高砂部屋同僚座談会では政治に疎い点を露呈し、前の山、富士櫻、高見山が政治の話題を取り上げている中で蚊帳の外に置かれてしまい、途中で「話題変えようよ。俺の出る幕がないもの（笑）」と頼んだ[2]。
- スポーツ万能の人物でも知られており、ゴルフは9ホールを50前後で回り、飛距離は300ヤード程度。ボウリングのアベレージは180。ただ、5代高砂はゴルフをやらないため、一緒にプレイすることはなかった[2]。
- 甘党である反面、ビール2杯で酔うほど酒には弱かった[2]。
- 好きであったテレビ番組は『スパイ大作戦』『夜のヒットスタジオ』など。前田武彦が好きであったため『おやじバンザイ』もよく見ていた[2]。
- 少なくとも1972年頃は高砂部屋の関取衆の中でも歌が一番上手かった。逆に高見山は、同時期では一番音痴であったと振り返っている。前の山は「レパートリーが広いのは白田、自信持っているのはター坊（朝嵐）、本場の甚句は富士櫻というとことだな」と語っている[2]。

## 主な戦績
- 通算成績：594勝608敗 勝率.494
- 幕内成績：88勝122敗 勝率.419
- 現役在位：107場所
- 幕内在位：14場所
- 通算連続出場：1202番（初土俵からの記録では史上11位。序ノ口から引退まで、休場なし）
- 各段優勝
  - 十両優勝：1回（1971年1月場所）

### 場所別成績
| | 一月場所 初場所（東京） | 三月場所 春場所（大阪） | 五月場所 夏場所（東京）  | 七月場所 名古屋場所（愛知） | 九月場所 秋場所（東京） | 十一月場所 九州場所（福岡） |
| --- | ----------------------- | ----------------------- | ------------------------ | --------------------------- | ----------------------- | --------------------------- |
| 1959年 （昭和34年） | x                       | x                       | x                        | （前相撲）                  | 東序ノ口25枚目 4–4      | 西序二段148枚目 6–2         |
| 1960年 （昭和35年） | 西序二段111枚目 3–5     | 西序二段109枚目 5–3     | 東序二段76枚目 4–4       | 西序二段67枚目 3–4          | 東序二段75枚目 5–2      | 西序二段21枚目 4–3          |
| 1961年 （昭和36年） | 東三段目113枚目 4–3     | 東三段目85枚目 3–4      | 西三段目99枚目 2–5       | 西序二段6枚目 4–3           | 東三段目95枚目 4–3      | 東三段目72枚目 4–3          |
| 1962年 （昭和37年） | 西三段目54枚目 0–7      | 西三段目89枚目 4–3      | 東三段目77枚目 4–3       | 東三段目62枚目 3–4          | 西三段目76枚目 4–3      | 西三段目59枚目 3–4          |
| 1963年 （昭和38年） | 東三段目67枚目 4–3      | 西三段目45枚目 4–3      | 東三段目28枚目 5–2       | 西幕下88枚目 5–2            | 東幕下59枚目 3–4        | 東幕下65枚目 5–2            |
| 1964年 （昭和39年） | 西幕下50枚目 4–3        | 東幕下40枚目 3–4        | 東幕下43枚目 6–1         | 西幕下17枚目 4–3            | 東幕下13枚目 4–3        | 東幕下9枚目 4–3             |
| 1965年 （昭和40年） | 西幕下5枚目 2–5         | 東幕下14枚目 3–4        | 西幕下18枚目 3–4         | 西幕下21枚目 2–5            | 東幕下31枚目 5–2        | 西幕下14枚目 2–5            |
| 1966年 （昭和41年） | 東幕下23枚目 4–3        | 東幕下18枚目 3–4        | 西幕下21枚目 4–3         | 東幕下18枚目 4–3            | 西幕下13枚目 5–2        | 西幕下7枚目 3–4             |
| 1967年 （昭和42年） | 西幕下9枚目 1–6         | 東幕下26枚目 3–4        | 東幕下40枚目 5–2         | 西幕下23枚目 6–1            | 東幕下6枚目 4–3         | 西幕下4枚目 5–2             |
| 1968年 （昭和43年） | 西十両13枚目 9–6        | 東十両7枚目 9–6         | 西十両3枚目 5–10         | 西十両9枚目 10–5            | 西十両3枚目 7–8         | 西十両4枚目 6–9             |
| 1969年 （昭和44年） | 東十両6枚目 8–7         | 西十両4枚目 6–9         | 西十両10枚目 5–10        | 西幕下筆頭 4–3              | 東十両13枚目 8–7        | 西十両11枚目 8–7            |
| 1970年 （昭和45年） | 西十両9枚目 6–9         | 東十両12枚目 9–6        | 東十両6枚目 7–8          | 東十両8枚目 9–6             | 西十両3枚目 7–8         | 西十両4枚目 9–6             |
| 1971年 （昭和46年） | 東十両2枚目 優勝 11–4   | 東前頭8枚目 8–7         | 東前頭4枚目 2–13         | 西前頭11枚目 8–7            | 東前頭10枚目 8–7        | 西前頭7枚目 6–9             |
| 1972年 （昭和47年） | 西前頭9枚目 9–6         | 東前頭7枚目 3–12        | 西十両4枚目 10–5         | 東前頭12枚目 6–9            | 西十両筆頭 6–9          | 西十両3枚目 8–7             |
| 1973年 （昭和48年） | 東十両2枚目 7–8         | 東十両4枚目 7–8         | 東十両5枚目 7–8          | 東十両6枚目 9–6             | 東十両2枚目 5–10        | 西十両8枚目 8–7             |
| 1974年 （昭和49年） | 東十両4枚目 8–7         | 西十両筆頭 6–9          | 西十両4枚目 9–6          | 西前頭12枚目 9–6            | 西前頭6枚目 7–8         | 西前頭8枚目 8–7             |
| 1975年 （昭和50年） | 東前頭5枚目 5–10        | 西前頭12枚目 6–9        | 西十両筆頭 9–6           | 東前頭12枚目 3–12           | 西十両6枚目 8–7         | 東十両5枚目 6–9             |
| 1976年 （昭和51年） | 西十両9枚目 8–7         | 東十両8枚目 8–7         | 東十両5枚目 6–9          | 東十両9枚目 8–7             | 西十両8枚目 8–7         | 東十両3枚目 8–7             |
| 1977年 （昭和52年） | 東十両2枚目 6–9         | 西十両5枚目 5–10        | 西十両11枚目 引退 5–10–0 |                             |                         |                             |
| 各欄の数字は、「勝ち-負け-休場」を示す。 優勝 引退 休場 十両 幕下 三賞：敢=敢闘賞、殊=殊勲賞、技=技能賞 その他：★=金星 番付階級：幕内 - 十両 - 幕下 - 三段目 - 序二段 - 序ノ口 幕内序列：横綱 - 大関 - 関脇 - 小結 - 前頭（「#数字」は各位内の序列） |                         |                         |                          |                             |                         |                             |

### 幕内対戦成績
| 力士名   | 勝数 | 負数 | 力士名 | 勝数 | 負数 | 力士名 | 勝数 | 負数 | 力士名   | 勝数 | 負数 |
| -------- | ---- | ---- | ------ | ---- | ---- | ------ | ---- | ---- | -------- | ---- | ---- |
| 青葉城   | 1    | 1    | 朝登   | 0    | 1    | 旭國   | 0    | 1    | 荒瀬     | 0    | 2    |
| 大潮     | 2    | 1    | 大錦   | 3    | 0    | 大鷲   | 2    | 2    | 魁傑     | 1    | 3    |
| 和晃     | 1    | 1    | 北瀬海 | 1    | 1    | 北の湖 | 1    | 0    | 北の富士 | 0    | 1    |
| 清國     | 0    | 1    | 麒麟児 | 1    | 1    | 黒姫山 | 2    | 0    | 高鉄山   | 2    | 2    |
| 琴乃冨士 | 0    | 1    | 金剛   | 3    | 3    | 大旺   | 2    | 1    | 錦洋     | 1    | 2    |
| 大受     | 0    | 1    | 大雪   | 3    | 1    | 大雄   | 4    | 3    | 隆ノ里   | 0    | 1    |
| 貴ノ花   | 0    | 1    | 玉輝山 | 0    | 1    | 玉の海 | 0    | 1    | 玉ノ冨士 | 1    | 1    |
| 照櫻     | 1    | 1    | 天龍   | 3    | 1    | 時葉山 | 2    | 3    | 栃東     | 3    | 5    |
| 栃勇     | 2    | 1    | 栃王山 | 1    | 3    | 金城   | 1    | 4    | 栃富士   | 0    | 1    |
| 羽黒岩   | 1    | 6    | 長谷川 | 0    | 1    | 播竜山 | 1    | 1    | 福の花   | 1    | 6    |
| 二子岳   | 1    | 5    | 双津竜 | 0    | 2    | 増位山 | 1    | 1    | 三重ノ海 | 1    | 2    |
| 陸奥嵐   | 3(1) | 4    | 豊山   | 0    | 6    | 吉王山 | 1    | 2    | 吉の谷   | 1    | 3    |
| 義ノ花   | 2    | 2    | 琉王   | 4    | 2    | 龍虎   | 3    | 1    | 若獅子   | 3    | 0    |
| 若浪     | 3    | 2    | 若ノ海 | 1    | 1    | 若三杉 | 0    | 1    | 若二瀬   | 1    | 3    |
| 輪島     | 1    | 2    | 鷲羽山 | 1    | 1    |        |      |      |          |      |      |

## 改名歴
- 白田 秀敏（しらた ひでとし）1959年7月場所（※前相撲のみ）
- 白田山 秀敏（しらたやま - ）1959年9月場所 - 1977年5月場所

## 年寄変遷
- 谷川 秀敏（たにがわ ひでとし）1977年5月 - 2008年12月